# مصطفى شاهين

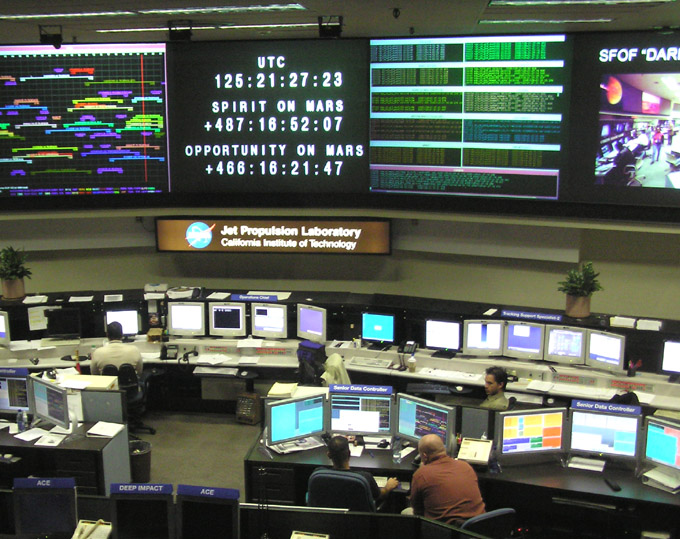
غرفة التحكم في مختبر الدفع النفاث

مصطفى شاهين (1 يناير 1935 - 23 مارس 2011) كان عالمًا في الغلاف الجوي ورائدًا دوليًا في الاستشعار عن بعد في الغلاف الجوي باستخدام الملاحظات الساتلية.  كان قائد فريق العلوم في مؤثر الأشعة تحت الحمراء الجوية على القمر الصناعي أكوا لنظام رصد الأرض التابع لناسا، ورئيس مجموعة تبادل الطاقة والمياه العالمية (GEWEX) التابعة للبرنامج العالمي لأبحاث المناخ (WCRP).
وقد سمي الكويكب 4103 Chahine نسبة إليه  (الدكتور شاهين اسمه بالإنجليزية Moustafa Chahine).

## تعليم
ولد شاهين في بيروت، لبنان. انتقل إلى الولايات المتحدة عام 1954، والتحق بجامعة واشنطن، وحصل على درجتي البكالوريوس والماجستير في هندسة الطيران في عامي 1956 و 1957 على التوالي. حصل على الدكتوراه. حصل على درجة الدكتوراه في الهندسة الميكانيكية من جامعة كاليفورنيا في بيركلي عام 1960، قبل أن ينتقل لبدء حياته المهنية في مختبر الدفع النفاث (JPL)، معهد كاليفورنيا للتكنولوجيا.

## حياة مهنية
وقد ترأس شاهين في الفترة ما بين 1975 و1978 الدائرة الخاصة بدراسة الأحوال الجوية للكواكب، تلا ذلك تأسيسه «قسم علوم الأرض والفضاء» في مختبر الدفع النفاث، والذي لعب دورًا مهمًا في أحداث فضائية كبرى. وقد تولى في الفترة من عام 1978 وحتى عام 1986 رئاسة هذا القسم، حيث كان المسئول عن تأسيسه وإدارة الأنشطة المختلفة لباحثيه الذين قدر عددهم بـ 400 باحث. ولمدة 17 عاما تقريبًا تولي شاهين منصب رئيس العلماء بمختبر الدفع النفاث والذي يعد أحد أهم مؤسسات الأبحاث الفضائية في العالم، كما ترأس أعلى هيئة علمية لدراسة دورة الماء والطاقة في الطبيعة «جيوكس GEWEX»، فضلاً عن مساهمته في مشروع «أكوا» وهو قمر صناعي لدراسة المياه والمناخ على الأرض. يجدر بالذكر أن مصطفى شاهين هو من المؤمنين بوجود حياة عاقلة خارج الأرض 
في مختبر الدفع النفاث، درس شاهين في البداية موجات الصدمة الناتجة عن عودة الكبسولات الفضائية إلى الغلاف الجوي للأرض. ثم عمل على طرق لاستخلاص معلومات درجة حرارة الغلاف الجوي وتكوينه من الإشعاع الذي يتم تلقيه عن بُعد من أجهزة في الفضاء. طور طريقة استرخاء للحل العكسي الدقيق لمعادلة النقل الإشعاعي، وطبقها بنجاح لاشتقاق درجة حرارة الغلاف الجوي للأرض وملامح بخار الماء. كما استخدم طريقة لاشتقاق درجات حرارة الغلاف الجوي وملامح التكوين لأغلفة كوكب الزهرة والمريخ والمشتري. قام شاهين وزملاؤه بتوسيع طريقته لتشمل معلومات تكميلية من أجهزة استشعار الأشعة تحت الحمراء والميكروويف التي تدور حول الأرض، مع مراعاة وجود السحب، لإنتاج الخرائط الأولى لدرجة حرارة سطح الأرض من الفضاء. 
كان شاهين قائد فريق العلوم في مسبار الغلاف الجوي بالأشعة تحت الحمراء (AIRS)، وهو جهاز مصمم لقياس درجة حرارة الغلاف الجوي والسطحي وبخار الماء وخصائص السحب، بالإضافة إلى تتبع غازات الدفيئة مثل الأوزون وأول أكسيد الكربون وثاني أكسيد الكربون والميثان، الذي اقترحه بنجاح للتطوير ابتداءً من عام 1978. أصبح عضوًا في لجنة علوم نظام الأرض (ESSC) التابعة للأكاديمية الوطنية للعلوم، برئاسة فرانسيس بريثرتون، والتي صاغت الأساس المنطقي العلمي لنظام مراقبة الأرض متعدد العقود التابع لوكالة ناسا (EOS).  تم اختيار أداة AIRS رسميًا كجزء من نظام مراقبة الأرض (EOS) في عام 1988، وتم إطلاقها على منصة EOS الثانية، القمر الصناعي أكوا، في عام 2002.
كان التقدم الكبير باستخدام بيانات AIRS هو اشتقاق شاهين لثاني أكسيد الكربون في الغلاف الجوي (CO2) في منتصف طبقة التروبوسفير. أنتج شاهين أول خريطة عالمية مشتقة من الأقمار الصناعية CO2 في الغلاف الجوي، بينما عرضت الرسوم المتحركة لعدة سنوات من البيانات التوزيعات العالمية لكل من الدورة الموسمية والاتجاه التصاعدي طويل الأجل في CO2 في الغلاف الجوي. 
حظيت منتجات البيانات العلمية من AIRS بالثناء على نطاق واسع.  في عام 2006، أظهرت دراسة أجراها علماء في الإدارة الوطنية للمحيطات والغلاف الجوي أن استخدام بيانات AIRS في نماذج التنبؤ بالطقس أدى إلى تحسن كبير في "مهارة" التنبؤ.  يستضيف الجيل الحالي من سواتل الأرصاد الجوية الأوروبية مسبارًا شبيهًا بـ AIRS، مقياس التداخل السبر للغلاف الجوي بالأشعة تحت الحمراء. بينما تم إطلاق أداة مماثلة، مسبار الأشعة تحت الحمراء عبر المسار، في عام 2011 على متن القمر الصناعي سومي NPP الجديد التابع لناسا، وهو رائد الجيل التالي من الأقمار الصناعية الخاصة بالطقس في الولايات المتحدة.
في عام 1989، أصبح شاهين أول رئيس لمجموعة التوجيه العلمي لتجربة دورة الطاقة والمياه العالمية (GEWEX) التابعة لبرنامج أبحاث المناخ العالمي. خدم في هذا المنصب حتى عام 1999، وخلال هذه الفترة أقامت مجموعة التوجيه اتصالات مهمة بين مجتمع GEWEX الدولي، وجمع البيانات المستندة إلى الأقمار الصناعية ونمذجة المناخ. 

## مرتبة الشرف
- عضو الأكاديمية الوطنية الأمريكية للهندسة [10]
- وسام ناسا للإنجاز العلمي الاستثنائي، 1969
- وسام القيادة المتميز لوكالة ناسا، 1984
- جائزة وليام تي بيكورا، 1989 [11]
- جائزة AMS جولي جي تشارني، 1991
- جائزة AIAA علوم الغلاف الجوي الفاسدة، 1993
- ميدالية كوسبار وليام نوردبرج، 2002
- إنجاز ناسا العلمي الاستثنائي، 2007
- جائزة SPIE جورج دبليو جودارد، 2010. [12]

## منشورات مختارة
- شاهين م. (1992): الدورة الهيدرولوجية وتأثيرها على المناخ.Chahine، M. (1992). "The hydrological cycle and its influence on climate". Nature. ج. 359 ع. 6394: 373–380. Bibcode:1992Natur.359..373C. DOI:10.1038/359373a0. "الدورة الهيدرولوجية وتأثيرها على المناخ". الطبيعة . 359 (6394): 373-380. بيب كود : 1992 Natur.359..373C . دوى : 10.1038 / 359373a0 . S2CID 4243240 .

## محاضرات
- 1991 - محاضرة علوم التصوير في الاستشعار عن بعد برعاية قسم الهندسة الكهربائية وهندسة الحاسبات، جامعة كاليفورنيا، سان دييغو. سلسلة المحاضرات المتميزة في الهندسة الكهربائية وهندسة الحاسبات. كائن رقمي تم توفيره بواسطة مجموعات وأرشيفات خاصة، جامعة كاليفورنيا في سان دييغو.